# 眨眼182
眨眼182（英語：Blink-182）出身於美國是加利福尼亞州的搖滾三重唱樂隊，擅長玩流行朋克及朋克搖滾。該樂隊於1992年由主音暨吉他手湯姆·德朗、低音馬克·霍普斯成立，很快就找到鼓手史考特·雷諾加入。

## 歷史

### 早年的發展（1992－1993）
在1993年，21歲的Mark Hoppus（貝斯手）從家鄉的一所大學退學後來到加州的聖迭哥找工作。不久，他結識了一位喜歡朋克音樂、酷愛滑板的18歲高中生Tom DeLonge（吉他手），兩人一見如故，並決定組建一支樂隊。Tom很快叫上了自己的同學Scott Raynor加入樂隊擔任鼓手，從此，一支名為「Blink」的樂隊誕生了。在創作並排練了幾首自己的作品之後，樂隊錄製了一盤名為《Flyswatter》的小樣盒帶。當樂隊在聖迭哥不斷的演出並小有名氣之後，麻煩找上門了，「Blink」被告知與一支愛爾蘭樂隊同名，並有可能被訴諸法律，為了避嫌，他們隨意的把「182」用在隊名中，而並沒有任何特殊的含義在內。

### 錄製首張專輯《愛笑的貓》（1994－1995）

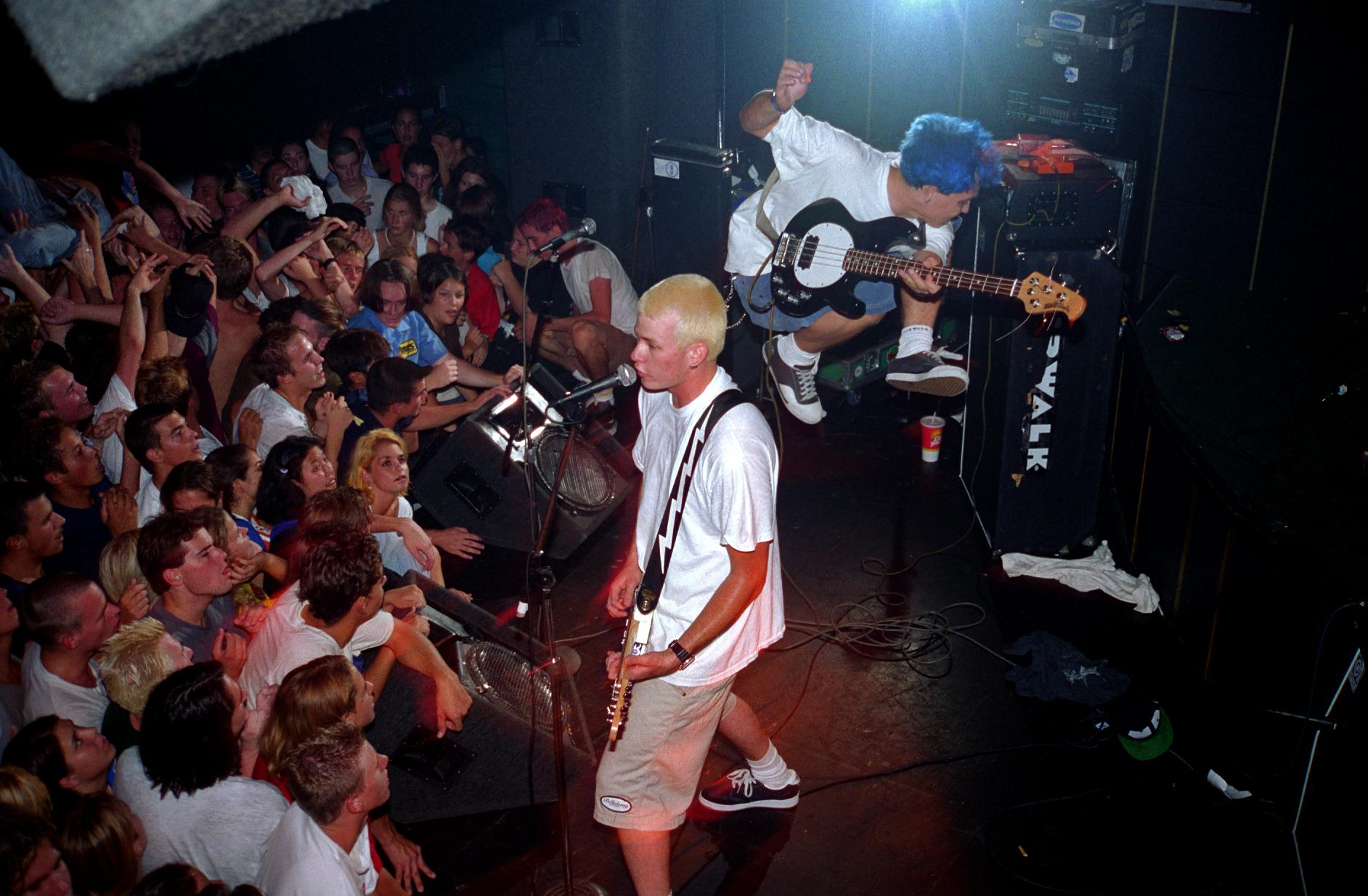
Blink-182在科洛納的Showcase Theater，1995年

1994年，Blink-182得到了老牌朋克樂隊the Vandals的賞識，並得以在the Vandals所開辦的獨立廠牌Kung Fu旗下發表了樂隊的首張專輯《Buddha》。1995年，樂隊轉簽在更大的獨立廠牌Cargo旗下，並發表了專輯《愛笑的貓》。而正在此時，Green Day首張在主流大廠發表的唱片《Dookie》的銷量已經開始以百萬計算，Blink-182的三位成員看在眼裡，認為當時的流行音樂市場肯定需要一些有商業價值的朋克樂隊。

### 第二張專輯《觀光牧場》及登上主流（1996－1998）

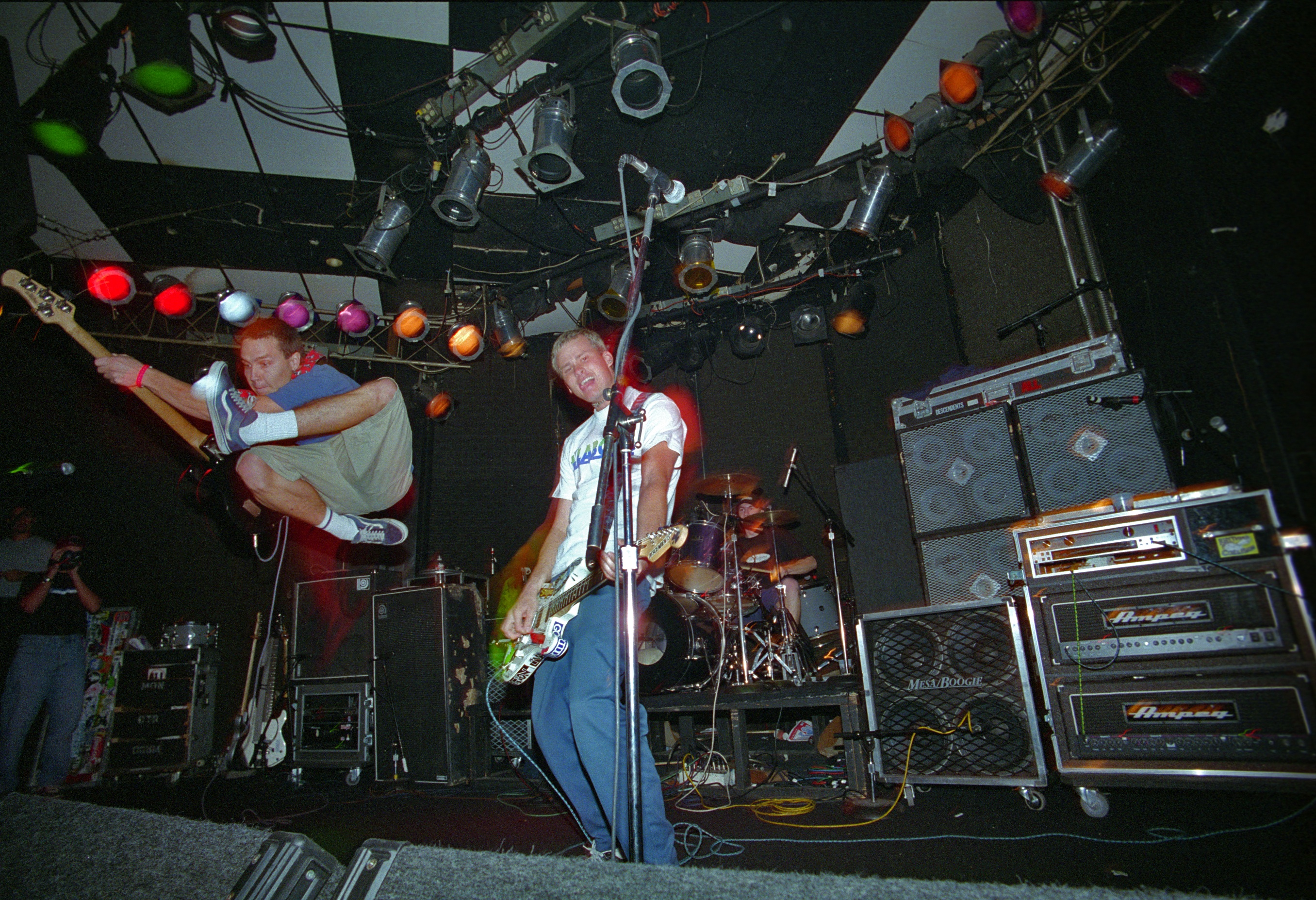
Blink-182在洛杉磯表演，1996年

1997年6月發表了他們的第三張專輯《觀光牧場》。隨著旋律火爆歌詞又帶有傷感基調的單曲《Dammit》迅速走紅，這張唱片的銷量很輕易的突破了100萬張，Blink-182也隨即成為一支炙手可熱的朋克樂隊。
1998年年底，MCA公司邀來了知名製作人Jerry Finn（曾為Green Day和Rancid製作唱片）擔當Blink-182下一張專輯的製作工作。此外，來自帶有Ska-Punk風格的樂隊the Aquabats的鼓手特拉维斯·巴克的加入更是如虎添翼。而在此後的日子裡，事實也證明Travis的鼓技已成為Blink-182必不可少的源動力。

### 第三張專輯《全民灌腸計劃》（1999－2000）
1999年6月發表的《全民灌腸計劃》成為樂隊迄今銷量最高的唱片，同時也讓樂隊從此躋身於Punk-Pop頂尖樂隊之列。而樂隊最讓人關注的不僅有這張唱片封面上的AV女郎和朗朗上口的流行曲式，更有他們在音樂錄影帶和現場表演中所表現出的讓人瞠目結舌的幽默天賦。樂隊在一些演出中當眾裸體還遠遠不夠，在《What's My Age Again?》的MV中，樂隊的三位成員居然在好萊塢的大街上裸奔不止。從此Blink-182被冠以「裸奔樂隊」的稱號。1999年夏天，樂隊開始了時間跨度長達3個月的全美巡演，其間他們的現場錄音被整理為一張現場專輯《Mark, Tom and Travis Show (The Enema Strikes Back)》，仍由Jerry Finn擔任製作人，並於2000年11月發表。唱片中最吸引人的地方既不是樂隊火暴的現場表演，更不是新作《Man Overboard》，而是一段將近半小時的「粗話連篇」。Tom和Mark在舞台上一段段充斥著髒字、睿智而又不乏幽默的對話，一度成為Blink-182現場演出的最大看點。

### 第四張專輯《脫光光》及《同名專輯》（2001－2004）
2001年6月，樂隊的第五張錄音室專輯《脫光光》正式發表。這張唱片可以說是樂隊前兩張專輯的混合體，除了保持了《Enema of the State》一氣呵成的流暢旋律以外，更是回歸了《Dude Ranch》所爆發出的朋克音樂里根源性的爽猛力量。在與Green Day、Jimmy Eat World聯手舉行了極為成功的「Pop Disaster」全美巡演之後，樂隊開始了暫時的休整。已經結婚的Mark安心的去照顧妻子和孩子，而當時還是單身的Tom和Travis則與兩位好友另組Boxcar Racer。此外，Travis還與Rancid的Tim Armstrong組成了the Transplants。

### 宣佈解散
2005年2月，原本準備要出席南亞海嘯災後重建經費募款演唱會的Blink-182在演唱會就要開始前沒多久，臨時宣佈無法到達現場進行演出，於是傳出樂隊即將解散、以及成員不合的風聲，而在樂隊的官網上也沒有做出什麼具體的解釋，開始引起各方面的猜測，而他們的好友、當天帶著自己的樂隊Camp Freddy出席演唱會表演的Dave Navarro在自己的個人網站6767.com上的留言更引發大家一陣討論。最終樂隊透過經理人公開發表聲明，公開聲明的原文如下：
十多年來，樂隊幾乎完全沒休息地不斷巡演、錄製唱片、宣傳唱片，這使成員們長期兜旋於竭盡心力地工作與維持家人好友關係的平衡中，最後他們還是決定要無限期地休整，目前樂隊尚無進一步的具體計劃。
由於“無限期地休息”的說法曖昧不明，使人們很自然地就把「無限期地休息」簡單直接地理解成了「解散」，導致此聲明一經發表就引起樂迷軒然大波，直到鼓手特拉维斯·巴克主動打電話到「KROQ電台」希望通過一檔節目做出解釋後，才算讓人們終於搞清楚了這支樂隊現在所處的真實狀況。
目前休息對我們來說是非常有意義的，其實4年前我們就這麼幹過一次，正是因為休息也才有了貨車這些成員們另組的旁支樂隊，我們需要享受各自的創作樂趣，等休息夠了，自會在一個對的時間回來，我相信，未來我們會寫出更好的作品。
但待繼續追問到Blink-182的未來時，特拉维斯·巴克並未解釋的很清楚，只說明自己忙於旁支樂隊“the Transplants”正在籌備的新專輯，而被問及是不是正如傳言所說，樂隊之所以面臨解散都是因為特拉维斯·巴克與另兩位成員Mark Hoppus、Tom DeLonge不合所致時，特拉维斯·巴克回答：
我愛他們，我們就像兄弟一樣，需要澄清一下的是，關於我們不合的傳聞完全是不真實的，現在之所以這樣是因為我們3個每個人都有各自的生活目標，我們只是想好好享受各自的生活而已，如果時機到了，我們便會再在一起、寫歌、出唱片。
特拉维斯·巴克還表示事實上經紀公司前幾天發表的那份聲明，樂隊的成員並不知情，而另一方面也證實他們的確如聲明中所述會在接下來的日子裡休息很長一段時間，同時這也是傳言鬧得不可開交以來，“Blink-182”第一次明確地對解散與否做出正面回覆，休息並不意味著解散。之後特拉维斯·巴克提到海嘯募款演唱會的缺席時向大家致歉：
我們當時之所以取消演出，是因為樂隊的狀態實在很差，我們知道自己肯定無法完成一場像樣的演出，我想現場就是要向人們展現出一個樂隊的最好狀態，可是當時的我們什麼狀態也沒有。
不過根據各界的猜測，樂團解散的真正主因可能在於Blink-182尚未解散之時，樂隊主音Tom DeLonge忽略了貝斯手Mark Hoppus，而邀集了鼓手特拉维斯·巴克及David Kennedy發起另一支新樂隊Box Car Racer，讓Mark Hoppus認為不受重視，而導致兩人之間的嫌隙，雖然Box Car Racer樂團並沒有取得什麼的好成績，但也絕對無法代替Blink-182的本身。

### 各自發展時期
由於Blink 182解散了，Tom DeLong再度組成一支新的樂隊入Angels & Airwaves，成員還包括前Box Car Racer的吉他手David Kennedy，前樂隊The Offspring的鼓手Atom Willard和前樂隊The Distillers的貝司手Ryan Sinn，他們首張專輯是《We Don't Need to Whisper》，而樂隊貝司手Mark Hoppus與鼓手特拉维斯·巴克則組成+44（加值44樂團），他們的首張專輯《When Your Heart Stops Beating 》在2006年11月14日發行。
2008年11月，在一場幾乎讓鼓手特拉维斯·巴克喪生的飛機事故後，使三人慢慢恢復聯絡，曾在部落格中表示他們三人不會重組的Mark Hoppus透過文章發表：「後來我、Tom和Travis總算開始說話了」，他寫道，“開始我們打了幾通電話，幾週後我們開始偶爾出去聚一下。在多年不聯繫之後，我們總算重新做回了朋友。”

### 宣佈重組、第五張專輯《近在眼前》和EP《Dogs Eating Dogs》（2009年－2014年）

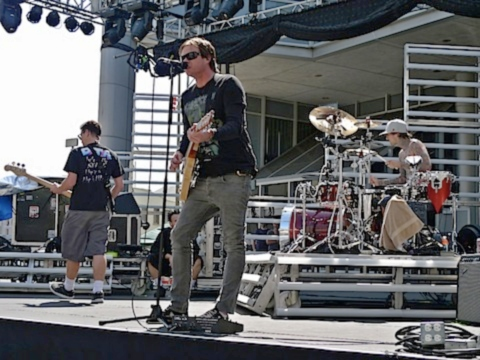
Blink-182在重組後的第一次現場演出，2009年

於2009年2月8日第51屆葛萊美頒獎典禮上，Blink-182為英國著名樂隊酷玩樂團頒發了最佳搖滾專輯獎後宣佈重組，鼓手特拉维斯·巴克表示「我們曾經在一起做過音樂，現在我們決定再次一起做音樂」，頒獎禮後，Blink-182發表了一份聲明稱，「嗨，我們是Blink-182，在過去的一週裡我們想了很多關於樂隊目前狀況的問題，我們希望大家能聽到我們親口宣佈這個決定，簡單的說，我們回來了，我們是說，我們真的回來了。我們從離開的地方重新聚合。目前我們正在錄音室創作和錄製新專輯，為再次世界巡演做準備，我們的友誼重建了，17年來的深厚友誼。」
2011年9月27日樂團發表了重組後的第一張專輯《近在眼前》、隨後隔年便結束與唱片公司的合約，自行發行了Dogs Eating Dogs。

### 更換團員以及新專輯（2015年－現在）
樂團的第六張專輯原本計畫於2014年進行，但因為吉他手Tom DeLonge忙於Angels & Airwaves的發片而推遲到2015年1月進行錄音，然而最後Tom仍拒絕參與，因此找來龐克樂團Alkaline Trio吉他手Matt Skiba頂替他的位置並參與之後三月份的演出，
但是Tom在Facebook上喊冤說自己並沒有退團，這是樂團自行發表的聲明。
八月時樂團開始新專輯的錄音。到2016年3月, 樂團又在社交媒體Facebook上表示新專輯仍在灌錄過程中，同年4月28日，樂團推出單曲"Bored to Death"，並宣佈將於同年夏季於北美洲舉行新專輯"加利福尼亞"的巡迴演出。

## 樂團成員

### 現任團員
- Tom DeLonge** - 主唱（高音）、吉他手 （1992－2005、2009－2015、2022- 現在）
- Mark Hoppus  - 主唱（低音）、貝斯手 （1992－2005、2009－現在）
- Travis Barker  - 合聲、鼓手 （1999－2005、2009－現在）

### 前任團員
- Scott Raynor – 鼓、合聲 （1992－1998）
- Matt Skiba - 主唱（高音）、吉他手 （2015－2022）

## 唱片列表
- 愛笑的貓 （1995）
- 觀光牧場 （1997）
- 全民灌腸計劃 （1999）
- Mark Tom & Travis Show /LIVE專輯 （2000）
- 脫光光 （2001）
- 同名專輯 （2003）
- 近在眼前（英语：Neighborhoods） （2011）
- 加州（英语：California (Blink-182 album)） （2016）
- 第九章（英语：Nine (Blink-182 album)） （2019）
- FALL IN LOVE（2023）

## 外部連結
- Blink182 官網